# Niké atando su sandalia
Niké atando su sandalia (en griego antiguo: Νίκη Σανδαλίζουσα, romanizado: Níkē Sandalízousa), también conocido como Niké quitándose su sandalia o Nike Sandalbinder, es un antiguo relieve en mármol de la diosa griega de la victoria Nike en el proceso de fijar o quitar la sandalia de su pie derecho.

## Historia
Escultura del periodo altoclásico, fue producida hacia 420-400 a. C. Esta escultura del siglo V a. C. adornaba originalmente el Templo de Atenea Niké en la Acrópolis de Atenas, y actualmente se conserva en el Museo de la Acrópolis de Atenas, en Grecia; y es la parte derecha de una losa del lado sur del parapeto del Templo de Atenea Niké. Sus similitudes con parte de la iconografía de Afrodita se han tomado para sugerir la existencia de un culto a Afrodita Pandemos en la zona. El templo y el parapeto de Atenea Niké fueron demolidos por los otomanos en 1687 para reforzar la muralla y fortificar mejor el lado occidental de la Acrópolis contra los ataques venecianos del general Francesco Morosini; la losa fue finalmente excavada en 1835 cerca de dicho templo, bajo la dirección del arqueólogo Ludwig Ross.

## Descripción
Niké se inclina hacia delante y coloca el pie derecho sobre una roca, con la pierna doblada por la rodilla, mientras hace equilibrio sobre la pierna izquierda, que está ligeramente flexionada. Utiliza la mano derecha para ajustarse la sandalia, acto que dio nombre al relieve, mientras la parte superior de su torso está girada hacia delante. Su brazo izquierdo está ligeramente doblado por el codo y sujeta los pliegues de su himatión de modo que ambos extremos caen sobre el lado izquierdo.
Her winds frame her figure from the behind.
Lleva un himation (un tipo de túnica) y un quitón muy fino con mangas prendidas en cada uno de sus hombros, pero el cierre de la manga del hombro derecho se ha soltado, haciendo que el quitón se desprenda del pecho derecho de Niké. La fina tela que lleva, con muchos pliegues, abraza el torso de la diosa como si estuviera mojada; el drapeado es tan fino que es casi transparente. Queda casi todo el borde superior de la balaustrada. La mano derecha no toca la sandalia, sino que parece sujetar una correa. La cabeza, el cuello, la mano izquierda, la superficie del pie izquierdo y la parte superior del ala derecha no se conservan, ya que se rompieron.

## Artesanía
El relieve fue producido en el taller de Agorácrito, comúnmente atribuido al "Maestro E", cuyo trabajo en el parapeto ha sido descrito como «entre los más avanzados estilísticamente». El relieve está hecho de mármol pentélico, y mide 106 cm de alto y 52 cm de ancho.
Esta pieza es la más notable de todas las esculturas de Niké que se han encontrado en los templos, ya que ningún otro ejemplo conocido presenta la misma actitud grácil combinada con la delicadeza del drapeado. La originalidad de la composición también se considera uno de los puntos que distinguen a Niké arreglando su sandalia de otras esculturas.
Los elaborados pliegues del quitón sobre el pecho están finamente trabajados, y hay una clara distinción entre la tela y el cuerpo de Niké que hay debajo. Los pliegues del himatión entre las piernas están muy recortados; como señala Carpenter, la técnica del drapeado implica el tallado de crestas ocasionales sobre un desnudo totalmente modelado, por lo que el drapeado se utiliza para enfatizar la pose de la figura. El escultor ha destacado por el uso de pliegues catenarios y muchas crestas finas muy espaciadas, así como por los casos en que el quitón se desliza por el hombro para revelar más piel.
La parte inferior del cuerpo está de perfil o bastante cerca de estarlo, mientras que la parte superior es casi frontal; el drapeado enmascara la transición, así como el hecho de que si la pierna derecha de Nike estuviera estirada, sería más larga que la izquierda.

## Bibliography
- Archaeological Society of Athens (1906). Μνημεία της Ελλάδος [Monuments of Greece] (en griego). Athens: Π. Δ. Σακελλαρίου. Consultado el 25 de marzo de 2024.
- Casson, Stanley (1921). Catalogue of The Acropolis Museum. IΙ: Sculpture and Architectural Fragments. Cambridge University Press. Consultado el 25 de marzo de 2024.
- Kastriotis, Panagiotis (1895). Κατάλογος του Μουσείου της Ακροπόλεως [Catalogue of the Museum of the Acropolis] (en griego). Athens: Ν. Γ. Ιγγλέση.
- Morris, Ian (1994). Classical Greece: Ancient Histories and Modern Archaeologies (en inglés). Cambridge University Press. ISBN 0-521-39279-9. Consultado el 25 de marzo de 2024.
- Trianti, Ismene (1998). Το Μουσείο Ακροπόλεως [The Acropolis Museum] (en griego). Athens, Greece: OLKOS publications. ISBN 960-7169-84-0. Consultado el 25 de marzo de 2024.